# Port Byron (Illinois)
Port Byron – wieś w Stanach Zjednoczonych, w stanie Illinois, w hrabstwie Rock Island.